# Sztuka ziemi

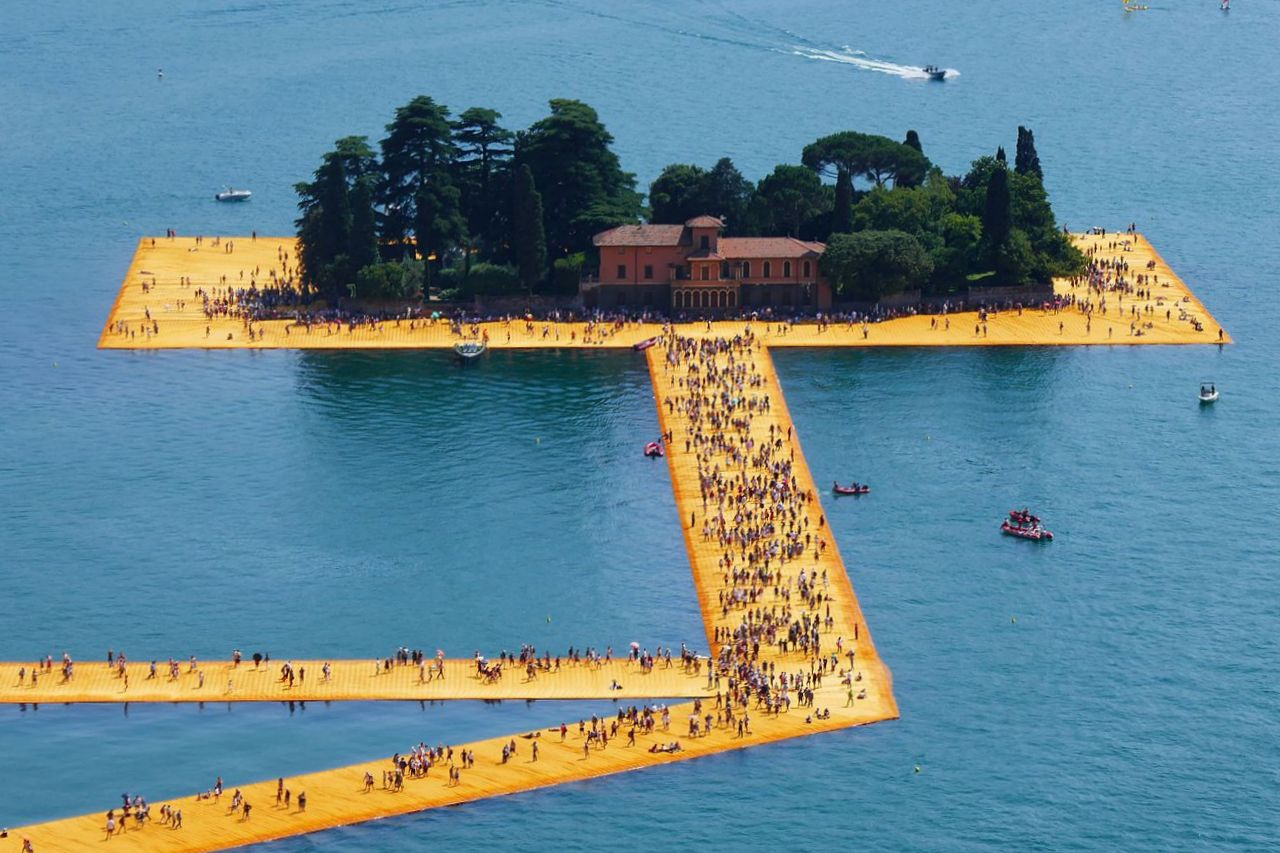
The Floating Piers (2016) projektu Christo

Sztuka ziemi (ang. land art) – działalność artystyczna, której obszarem działania (tłem, kontekstem czy tworzywem) jest przestrzeń ziemi, obszar środowiska naturalnego. Działania tego typu często są ingerencją w pejzaż, przekształceniem jego fragmentu, lub wykorzystaniem naturalnych procesów (erozja, czynniki atmosferyczne) dla stworzenia działania, obiektu o charakterze artystycznym.
Realizacje tego typu pojawiły się w sztuce w latach 60. XX wieku (wystawa Earthworks, 1968, Dwan Galery w Nowym Jorku), a największy rozwój przypadł na lata 70. Były to bardzo różne w skali i charakterze działania, monumentalne realizacje, czasami obiekty wielokilometrowe, czy wymagające radykalnych prac ziemnych (przekopy, kopce, rowy), czasem subtelne, trudne nawet do znalezienia w otwartej przestrzeni, lub kompozycje istniejące kilka chwil niszczone np. wiatrem, czy przypływem. Wiele dzieł tego typu prezentowana była w tradycyjnych instytucjach sztuki (galerie, muzea) w postaci dokumentacji fotograficznej, filmowej, szkiców realizacyjnych, map. Początkowo ożywcza formuła tej sztuki spotkała się z refleksją na temat wartości naturalnego krajobrazu, bezcenności nienaruszonej przez człowieka przestrzeni, czego efektem było często ograniczenie monumentalnych przedsięwzięć tego typu. Działania początkowo o charakterze czysto artystycznym, przeniknęły do praktyk projektowych, miały wpływ, i były realizowane w formie i założeniach ogrodów, parków, rozwiązaniach architektonicznych.

## Geneza
Sztuka ziemi kumuluje tendencje i zjawiska zachodzące w artystycznym świecie lat 60., takie jak przenoszenie nacisku z końcowego rezultatu dzieła na proces jego powstawania (sztuka procesualna), dematerializacja sztuki (konceptualizm), performance czy body art. Jeden z głównych teoretyków i twórców sztuki ziemi Robert Smithson widział w niej też odpowiedź na fascynację stalą, aluminium i techniką obecną w rzeźbie tego czasu – nie do końca świadomym modernistycznym nastawieniem na produkcję, przetwarzanie i racjonalną organizację. Smithson zwracał uwagę na procesy znajdujące się poza wyizolowanym, technologicznym oglądem, często postrzegane jako wrogie (entropia, erozja).

## Przykłady

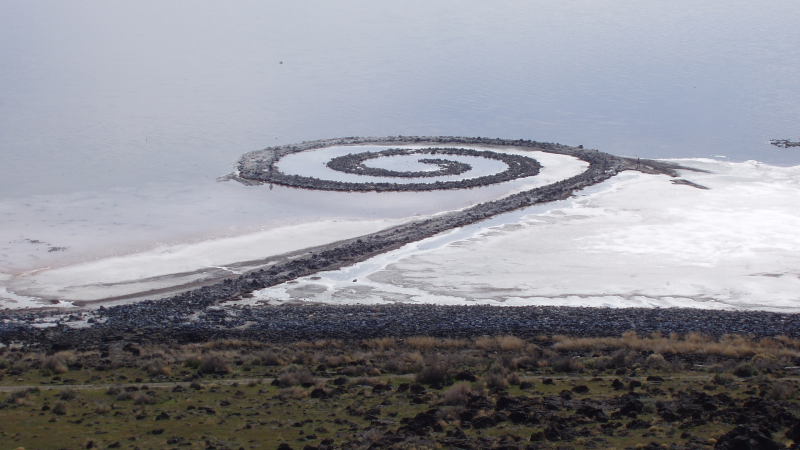
Robert Smithson, Spiral Jetty. 1970

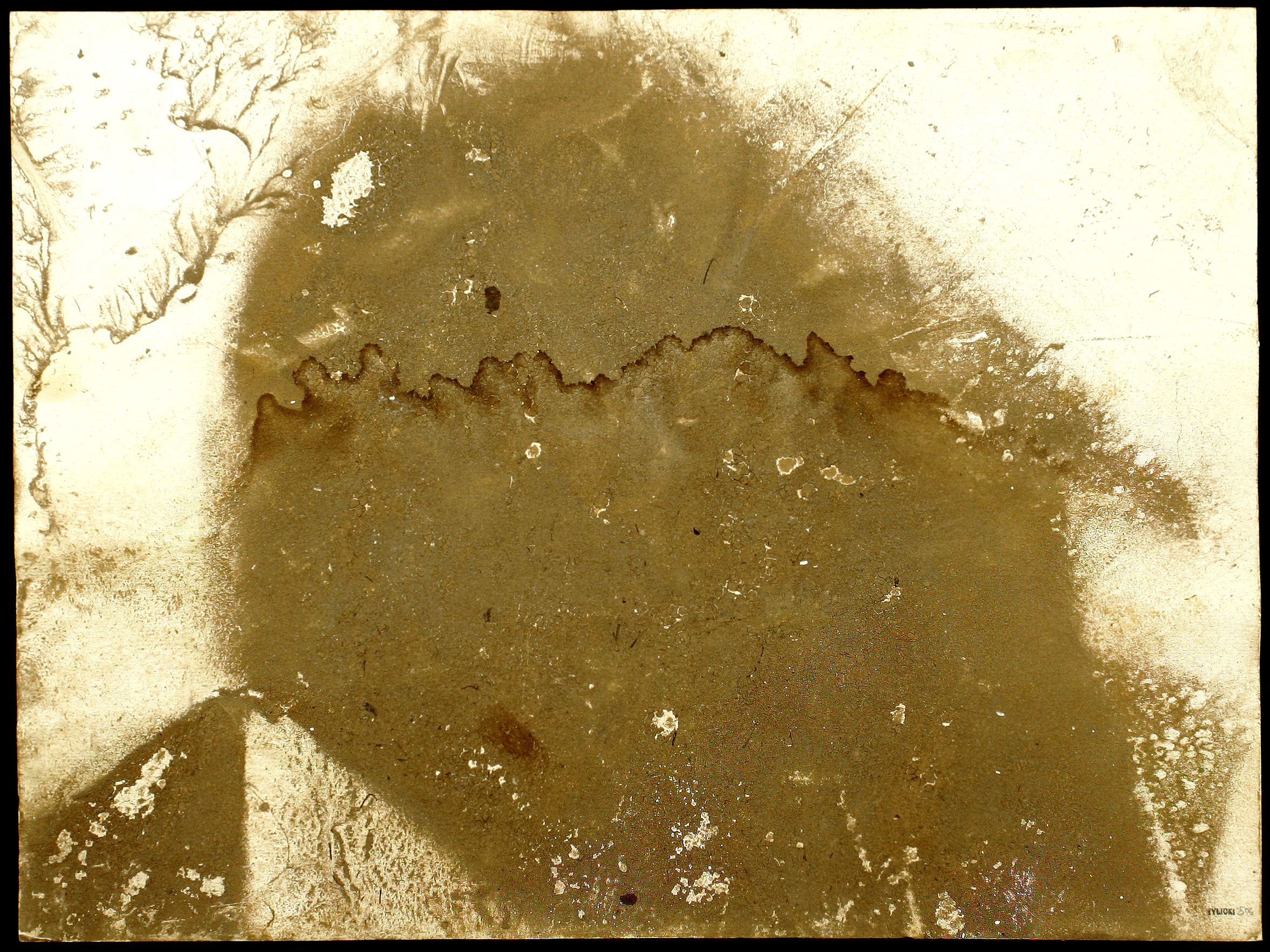
Jacek Tylicki,
Papier akwarelowy. 4 dni na brzegu rzeki. Szwecja,
473 X 354 mm. 1973

Jedną z najbardziej znanych realizacji tej sztuki jest spirala Roberta Smithsona. W 1970 roku wydzierżawił 10 akrów ziemi Wielkiego Słonego Jeziora w Utah. Z 6 tysięcy ton ziemi i kamienia usypał 500 metrową spiralną groblę, łączącą abstrakcyjną formę z kształtem prymitywnych morskich stworzeń.
Równie spektakularne realizacje podejmowała para artystów Christo & Jeanne-Claude. Christo w 1972 roku przegrodził kanion Kolorado pomarańczową kurtyną wysokości ponad 42 metrów, która wisiała przez 28 godzin. W 1983 roku Christo otoczył 11 wysp w pobliżu Miami różową tkaniną szerokości niemal 70 metrów. W 1976 roku wykonał w Kalifornii ogrodzenie wysokości 6 metrów biegnące na długości ponad 30 kilometrów. W 2004 zrealizowali projekt Bram do Central Parku w Nowym Jorku.
Innym wymiarem „sztuki ziemi” są prace subtelne, efemeryczne. Przykładem może być tu twórczość Any Mendiety. Głównie w latach 70. rysowała sylwetki ludzkie naturalnej wielkości, w postaci obrysów: na piasku, na łące (wyrywając część roślin) na śniegu, układając ze znalezionych kamieni. Obiekty te istniały często przez parę godzin, znikając w „naturalny” sposób, co również było istotnym elementem tych prac. Pozostałym śladem była dokumentacja fotograficzna.
Jacek Tylicki w ramach projektu Natural art rozpoczętym w 1973, pozostawia czyste płótna lub arkusze białego papieru wśród dzikiej przyrody – na leśnych polanach, wśród drzew, na brzegach rzek – i pozostawia je tam na długi czas, pozwalając by sama natura, bez ingerencji człowieka, stopniowo stworzyła na nich swoje obrazy.
Richard Long chodził w poprzek łąki, tak długo, dopóki nie wydeptał w niej wyraźnie zarysowanej linii – taki też tytuł nosiła ta praca – A Line Made by Walking (1967). Prezentowana publicznie była w postaci fotografii.
Agnes Denes w ramach projektu Pola pszenicy – konfrontacja: wysypisko Battery Park, Dolny Manhattan (1982) oczyściła wraz z wolontariuszami teren wysypiska Battery Park w Nowym Jorku o powierzchni dwóch akrów, po czym zasiała tam pszenicę, którą pielęgnowała przez cztery miesiące. Powstałe pole sąsiadowało z Wall Street oraz World Trade Center i znajdywało się naprzeciw Statuy Wolności. Żniwa przyniosły niecałe 500 kg pszenicy, wysłanej później do 28 miejsc na świecie w ramach wystawy The International Art Show for the End of World Hunger (1987–1990). Projekt miał zwrócić uwagę na to, jak różne znaczenia przypisywane są pojęciu dobrobytu, a także na rozwój globalizacji gospodarki, która według artystki zwiększa nierówności i niedostatek pożywienia. Pola pszenicy były rzadkim przypadkiem projektu z nurtu sztuki ziemi, który nie znajdował się z dala od zamieszkiwanych terenów, jak na przykład spiralna grobla Roberta Smithsona.